# Eressa ericssoni
Eressa ericssoni là một loài bướm đêm thuộc phân họ Arctiinae, họ Erebidae.